# Rivière de l'Écluse (rivière aux Rats)
Pour les articles homonymes, voir Écluse (homonymie) et Rivière de l'Écluse.
La rivière de l'Écluse est un affluent de la rivière aux Rats, traversant le territoire non organisé de Rivière-Mistassini, dans la municipalité régionale de comté (MRC) de Maria-Chapdelaine, dans la région administrative du Saguenay–Lac-Saint-Jean, dans la Province de Québec, au Canada.
La foresterie constitue la principale activité économique du secteur ; les activités récréotouristiques, en second.
Cette zone est surtout desservie par la route forestière R0216 qui remonte la vallée de la rivière aux Rats par la rive Est. Diverses routes forestières secondaires desservent le secteur, surtout pour les besoins de la foresterie et des activités récréotouristiques,.
La surface de la rivière de l'Écluse est habituellement gelée de la fin novembre au début avril, toutefois la circulation sécuritaire sur la glace se fait généralement de la mi-décembre à la fin mars.

## Géographie
Les bassins versants voisins de la rivière de l'Écluse sont :
- côté Nord : rivière aux Rats, lac du Loup-Cervier, rivière Nepton, lac Boisvert, Petit lac Boisvert, ruisseau Narcisse, lac des Poissons Blancs ;
- côté Est : rivière Mistassibi, lac Éden, rivière Perron ;
- côté Sud : rivière aux Rats, rivière Mistassini, ruisseau Larouche, rivière à la Carpe, ruisseau à la Corne ;
- côté Ouest : lac Tremblay, lac la Trappe, lac aux Rats, rivière Mistassini, rivière aux Rats, petite rivière aux Foins, rivière de la Perdrix Blanche.

La rivière de l'Écluse prend sa source à l'embouchure d’un petit lac non identifié (longueur : 0,3 km ; altitude : 220 m). L’embouchure de ce lac est située à :
- 2,8 km au Sud-Ouest du cours de la rivière Mistassibi ;
- 2,4 km à l’Est du lac Boisvert ;
- 6,9 km à l’Est du lac de l'Écluse ;
- km au Nord-Ouest d’une courbe sur le cours de la rivière Mistassibi ;
- 10,1 km au Sud-Ouest de la confluence de la rivière de l'Écluse et de la rivière aux Rats ;
- 32,7 km au Nord de la confluence de la rivière aux Rats et de la rivière Mistassini.

À partir de sa source, la rivière de l'Écluse descend sur 26,4 km généralement vers le Sud entièrement en zones forestières, avec un dénivelé de 30 m, selon les segments suivants :
Cours supérieur de la rivière de l'Écluse (segment de 5,8 km)
- 0,6 km vers le Sud en traversant un lac non identifié (altitude : 220 m) sur sa pleine longueur, jusqu’à l’embouchure du lac ;
- 3,1 km vers le Sud, notamment en traversant le lac Yenevac (longueur : 1,4 km ; altitude : 211 m) sur sa pleine longueur, jusqu’à l’embouchure du lac ;
- 2,1 km vers le Sud, notamment en traversant sur 1,3 km la partie Nord d’un lac non identifié (longueur : 1,8 km ; altitude : 209 m), jusqu’à l’embouchure du lac. Note : ce lac reçoit la décharge (venant du Sud) du lac Sasseville et du lac à la Poche ;

Cours intermédiaire de la rivière de l'Écluse (segment de 12,1 km)
- 0,9 km vers l’Ouest, notamment en traversant sur 0,3 km la partie Nord du lac du Trèfle (longueur : 2,1 km ; altitude : 202 m), jusqu’à l’embouchure du lac. Note : le lac du Trèfle reçoit la décharge (venant du Sud) de deux lacs ;
- 1,4 km vers le Nord-Ouest jusqu’à un coude de rivière, correspondant à la décharge (venant du Nord-Ouest) de quelques lacs ;
- 2,9 km vers Sud en courbant vers le Sud-Est en fin de segment, jusqu’à la décharge (venant du Nord) d’un lac ;
- 0,5 km vers le Sud-Ouest jusqu'à la décharge (venant du Sud) de deux lacs ;
- 4,6 km vers le Nord-Ouest en formant une boucle vers l’Ouest en début de segment et en formant de nombreux serpentins en traversant des zones de marais, jusqu'à la décharge du Petit lac Boisvert et du lac Boisvert ;
- 1,8 km vers le Nord-Ouest en traversant deux zones de marais, jusqu’à la rive Est de la partie Nord du lac Mathieu ;

Cours inférieur de la rivière de l'Écluse (segment de 8,5 km)
- 2,1 km vers le Nord-Ouest en traversant la partie Nord du lac Mathieu (longueur : 5,3 km ; altitude : 195 m), jusqu’à l’embouchure du lac. Note : le lac Mathieu reçoit la décharge (du côté Ouest) du lac Castor et le lac la Trappe et la décharge (du côté Sud-Est) des lacs Armand et Alphonse ;
- 2,9 km vers le Nord-Ouest en traversant un élargissement de la rivière, puis en traversant sur 0,8 km la partie Sud-Ouest du lac de l'Écluse (longueur : 1,6 km ; altitude : 195 m), jusqu’à l’embouchure du lac ;
- 3,5 km vers le Nord-Ouest, segment encaissé entre deux montagnes en fin de segment, jusqu’à son embouchure[3].

La confluence de la rivière de l'Écluse et de la rivière aux Rats est située à :
- 3,6 km au Nord de la confluence de la rivière de la Perdrix Blanche et de la rivière aux Rats ;
- 15,5 km à l’Ouest du cours de la rivière Mistassibi ;
- 18,7 km au Nord du centre du village de Melançon ;
- 37,7 km au Nord de la confluence de la rivière aux Rats et de la rivière Mistassini ;
- 38,6 km au Nord-Ouest de la confluence de la rivière Mistassibi et de la rivière Mistassini ;
- 57,1 km au Nord de la confluence de la rivière Mistassini et du lac Saint-Jean.

À partir de l’embouchure de la rivière de l'Écluse, le courant descend successivement la rivière aux Rats sur 55,5 km vers le Sud, puis le cours de la rivière Mistassini vers l’Est, puis le Sud-Ouest sur 24,6 km. À l’embouchure de cette dernière, le courant traverse le lac Saint-Jean sur 42,7 km vers l’Est, puis emprunte le cours de la rivière Saguenay vers l’Est sur 155 km jusqu'à la hauteur de Tadoussac où il conflue avec le fleuve Saint-Laurent.

## Toponymie
Le terme « Écluse » est lié au lac de l'Écluse où une écluse était aménagée à son embouchure. Cette écluse servait à contrôler le niveau des eaux du lac de l'Écluse, d’un segment de la rivière de l'Écluse et du lac Mathieu. Ce contrôle facilitait la drave et le transport des billots de bois par des bateaux actionnés par des moteurs à vapeur tirant des baunes.
Le toponyme « rivière de l'Écluse » a été officialisé le 5 décembre 1968 à la Banque des noms de lieux de la Commission de toponymie du Québec.